# 会话层
会话层，位于OSI模型的第5层，主要为两个会话层实体进行会话（Session），而进行的对话连接的管理服务。
會話層為用戶端的應用程序提供了開啟、關閉和管理會話的機制，亦即半永久的對話。会话的实体包含了對其他程式作會話連結的要求及回應其他程式提出的會話連結要求。在應用程序的執行環境中，會話層是這些程序用來提出遠程過程調用（remote procedure calls，RPC）的地方。
会话层标准为了使会话连接建立阶段能进行功能协商，也为了便于其它国际标准参考和引用，定义了12种功能单元。各个系统可根据自身情况和需要，以核心功能服务单元为基础，选配其他功能单元组成合理的会话服务子集。

## 會議層服務
- 認證（Authentication）
- 權限（Permissions）
- 會話恢復（Session restoration）：包括檢查點（checkpointing）和恢復（recovery）

會話層在OSI的模型負責會話檢查點和恢復。它允許不同來源的信息流作適當的合併或同步化。
一個例子是在網絡會議的應用，其中音頻和視頻的串流串必須同步，以避免嘴唇與聲音不同步的問題。樓層控制確保在屏幕上顯示的是當前的發言者。
另一個應用是在電視直播節目中，在那裡音頻和視頻的串流串從一個到另一個合併或轉換時要無縫，以免出現無聲通話時間或過度重疊。

## 会话层的主要功能
1. 为会话实体间建立连接：为给两个对等会话服务用户建立一个会话连接，应该做如下几项工作。
  1. 将会话地址映射为运输地址。
  2. 选择需要的运输服务质量参数（QoS）。
  3. 对会话参数进行协商。
  4. 识别各个会话连接。
  5. 传送有限的透明用户数据。
2. 数据传输阶段：这个阶段是在两个会话用户之间实现有组织的，同步的数据传输。用户数据单元为SSDU,而协议数据单元为SPDU.会话用户之间的数据传送过程是将SSDU转变成SPDU进行的。
3. 连接释放：连接释放是通过"有序释放","废弃"，"有限量透明用户数据传送"等功能单元来释放会话连接的。

## 會话層協議
- ADSP：AppleTalk的數據流協議
- ASP：AppleTalk的動態會話協議
- H.245, Call Control Protocol for Multimedia Communication
- ISO-SP, OSI Session Layer Protocol（X.225, ISO 8327）
- iSNS, Internet Storage Name Service
- NetBIOS
- PAP, 密碼認證協議
- PPTP, 點對點隧道協議
- L2TP, 第二層隧道協議
- RPC, 遠程過程調用
- RTCP, 實時傳輸控制協議
- SMPP, Short Message Peer-to-Peer
- ZIP, Zone Information Protocol
- SDP, 套接字直接协议
- SOCKS

## 參看
- 全雙工、半雙工、單工。
- 会话 （计算机科学）
- X.225 - ISO 8327